# Phyllanthus angustatus
Phyllanthus angustatus är en emblikaväxtart som beskrevs av John Hutchinson. Phyllanthus angustatus ingår i släktet Phyllanthus och familjen emblikaväxter.
Artens utbredningsområde är Zambia. Inga underarter finns listade i Catalogue of Life.